# Красный Бор (полигон)
Кра́сный Бор — полигон для размещения и хранения промышленных токсичных отходов предприятий Санкт-Петербурга и Ленинградской области I—V классов опасности, исключая радиоактивные отходы. По другим данным свалка содержит радиоактивные отходы. Это единственное предприятие для захоронения опасных производственных отходов на территории Северо-Западного федерального округа. Полигон назван по посёлку Красный Бор Тосненского района Ленинградской области, вблизи также расположены города Никольское и Колпино.
В могильниках Красного Бора находится около 2 млн тонн токсичных отходов, которые свозились 50 лет (с 1969 года) с территории всей России и Прибалтики. Могильник исчерпал предназначенную ему площадь и представляет экологическую угрозу для Санкт-Петербурга.
Полигон находится в неудовлетворительном состоянии. На полигоне регулярно вспыхивают сильные пожары, сопровождающиеся выбросом в атмосферу опасных химических веществ. Зафиксированы сбросы неочищенных сточных вод с территории полигона. За систематические нарушения в обезвреживании и размещении отходов Росприроднадзор неоднократно штрафовал СПб ГУПП «Полигон „Красный Бор“». Полигон законсервирован в 2014 году.

## Описание
Полигон Красный Бор — это единственное предприятие для захоронения опасных производственных отходов на территории Северо-Западного федерального округа.
30 декабря 1969 года решением Исполкома Ленинградского городского Совета народных депутатов был учреждён «Опытный полигон Красный Бор» с подчинением «Спецтрансу», введён в эксплуатацию в 1969 году, по другим данным, в 1973 году.
Современное полное название организации — Санкт-Петербургское государственное казённое учреждение «Дирекция по обеспечению безопасности гидротехнических сооружений полигона „Красный Бор“», краткое название — ГКУ «ДОБ ГТС полигона „Красный Бор“». Полигон «Красный Бор» расположен в Ленинградской области, но принадлежал администрации Санкт-Петербурга, хотя до 2015 года использовался в основном промышленными предприятиями.
Площадь полигона составляет 73 га, по другим данным, 70 га. По внешнему контуру полигона создан обводной канал для перехвата поверхностных вод с прилегающей территории к полигону. Он находится в 1,3 километрах от посёлка Красный Бор Ленинградской области, в двух километрах от города Никольское, в шести километрах от города Колпино и в тридцати километрах от центра Санкт-Петербурга.
Земельный участок в данном месте выбрали из-за наличия мощных залежей синих кембрийских глин (более 80 м), которые не позволяют токсичным веществам проникать вглубь и менять состав подземных вод. Поэтому Красный Бор был выбран для захоронения высокотоксичных отходов химического производства. Считалось, что глины обеспечат полную герметичность хранилища и помешают проникновению жидких фракций отходов в окружающую среду. К середине 1990-х годов выяснилось, что котлованы в глине не являются герметичными. Это приводит к загрязнению соседних с полигоном полей, рек, а также атмосферы (хотя «разрешение на выброс вредных (загрязняющих) веществ в атмосферный воздух отсутствует»).
Другая проблема в том, что ресурс полигона полностью использован, и он, по мнению ряда экологов, является экологической угрозой для северной столицы. Кроме того, на полигоне регулярно вспыхивают сильные пожары (в 2006, 2008, 2011, 2014), сопровождающиеся выбросом в атмосферу опасных химических веществ. По одной из версий, это не самовозгорания, а намеренное избавление от накопленных отходов.
Полигон представляет опасность для Санкт-Петербурга, поскольку водозабор города находится после того места, где сбрасывается вода с обводного канала полигона в реку Ижору. Комиссия по защите морской среды Балтийского моря (HELCOM) назвала полигон особо загрязнённым районом, представляющим серьёзную угрозу для Балтийского моря.
До 2014 года на полигон ежегодно свозили примерно 113 тысяч тонн отходов I—IV класса опасности. В итоге за годы эксплуатации образовалось 70 карт-котлованов, которые заполнили 2 млн.тонн токсичных отходов. В 2014 году их приём прекратился. Деятельность полигона сосредоточилась на безопасном содержании ранее накопленного вреда.
До 2014 года 65 карт-котлованов полигона «Красный Бор» рекультивировали, засыпали глиной, плодородным почвенным слоем и засеяли травой. Ещё пять карт остаются открытыми, в них около 700 тыс. тонн жидких промышленных отходов. Самые опасные № 64, 68 временно укрыли геомембранным покрытием на понтонном основании.
…установлено, что уровень рН в картах № 67, 66, 59 снижен ниже 6,0. … при снижении уровня рН ниже 6 происходит разрушение монолитной структуры кембрийских глин, в толще которых отрыты карты. … (это) влечёт загрязнение подземных вод токсическими веществами, выделяемыми хранящимися в котлованах отходами.
… установлено, что находящиеся на территории полигона карты негерметичны, дренируют загрязняющие вещества через пласт водонасыщенного мелко-среднезернистого кварцевого песка в недра, состав и свойства кембрийских глин изменены.
… доказательства свидетельствуют о систематическом нарушении СПБ ГУПП "Полигон «Красный Бор» в течение длительного времени требований законодательства в сфере природопользования и охраны окружающей среды…
…работы по обезвреживанию отходов ответчиком не осуществляются уже в течение 3-х лет, поскольку предназначенные для этого карты данную функцию не выполняют, необходимое оборудование — установки термического обезвреживания отходов — демонтированы.
Полигон эксплуатировался на относительно законных основаниях в течение более 45 лет, до 2015 года. Однако лицензия на деятельность по размещению и обезвреживанию отходов I—IV классов опасности была выдана СПб ГУПП "Полигон «Красный Бор» в декабре 2014 года.
В 2015 году деятельность предприятия «была приостановлена на 90 суток» из-за «осуществления предпринимательской деятельности с грубым нарушением условий, предусмотренных лицензией», и уже в середине 2016 года Росприроднадзор обратился в суд для аннулирования лицензии. Арбитражный суд аннулировал лицензию в феврале 2017 года (см. врезку).
30 декабря 2019 года полигон «Красный Бор» передан в федеральную собственность.

## События
В ходе проверки в мае — июне 2007 года в работе предприятия «Полигон „Красный Бор“» были выявлены серьёзные недостатки и грубые нарушения требований законодательства РФ в области охраны окружающей среды. Проверку проводила Федеральная служба по экологическому, технологическому и атомному надзору (Ростехнадзор).
В. И. Матвиенко одобрила проект строительства нового могильника в Красном боре, но губернатор Санкт-Петербурга не одобрила «слишком большую» сумму финансирования из городского бюджета, предложив повременить с утверждением программы финансирования на 2008 год.

### Пожар 2006 года
В июне 2006 года произошёл крупный пожар, возникший при столкновении бочек, в которых находились токсичные отходы 3, 4 классов опасности.

### Пожар 2008 года
В субботу днём 24 мая 2008 года на полигоне загорелись бочки с мазутом.
Занявшись на площади 200 м2, огонь распространялся далее, несмотря на активную работу спецслужб.
Через несколько часов химические отходы горели уже на площади 1800 м2, однако в 21:30 пожар был всё же локализован. Анализ атмосферы после пожара показал, что горение отходов всё ещё не превысило ПДК отравляющих веществ в воздухе на территории п. Красный Бор, п. Ульяновка, г. Никольское и г. Колпино. В. П. Сердюков (губернатор Ленобласти) сказал, что причины инцидента не выяснены, а «власти Ленинградской области рассматривают возможность утилизации отходов на полигоне „Красный бор“».

### Пожар 2011 года
В четверг 23 июня 2011 года, в 15:40 начался пожар на полигоне. По информации из МЧС России, возгоранию подверглась часть полигона с органическими отходами — маслами, смазками. Пожару был присвоен второй номер сложности по пятибалльной шкале.
Для борьбы с огнём была задействована химическая установка тушения пожаров «Пурга», шесть автоцистерн и две автолестницы, всего было задействовано 15 расчётов. Площадь, охваченная огнём, достигла пяти тысяч квадратных метров, прежде чем он был потушен к вечеру 23 июня.
Вначале заявлялось, что горит сектор отходов шин и покрышек. Позже представитель Росприроднадзора по Северо-Западному федеральному округу сообщил, что возгорание произошло на карте с органическими отходами, которая оказалась покрыта нефтепродуктами. Пресс-секретарь комитета по природопользованию Елена Малышева сообщила, что жалоб и обращений с претензиями, а также замечаний по поводу хранения отходов на полигоне в комитет не поступало. По её словам, проверки с участием федеральных и региональных надзорных органов проводились дважды в месяц.
Столб чёрного дыма, поднимавшийся над полигоном, был виден из многих районов Санкт-Петербурга. Сильный ветер донёс его и до населённых пунктов. Токсикологи утверждали, что горение подобных отходов приносит вред здоровью.
Через неделю после этого пожара министр природных ресурсов и экологии России Ю. П. Трутнев сообщил, что его министерство собирается в скором времени предложить федеральному правительству реконструировать полигон.

### 2014 год
Губернатор Санкт-Петербурга Георгий Полтавченко предложил перенести недостроенный завод по сжиганию отходов из Горелово на полигон Красный Бор. На полигоне Красный Бор была построена вся инфраструктура, кроме печей. В 2014 году строительство прекратилось из-за недовольства народа, полигон прекратил принимать отходы.
На полигоне в 2014 году был сильный пожар. По версии Росприроднадзора пожар связан с нарушениями в хранении серной кислоты.
Компания «ЭкоГрадСтрой» во главе с Андреем Градобоевым должна была провести рекультивацию аварийных выходов пастообразных и жидких токсичных отходов полигона «Красный Бор». Градобоев похитил 9,6 млн рублей и работы проведены не были. Он был осужден в 2021 году и признал свою вину.

### 2015 год
В ноябре 2015 года на полигоне были запущены очистные сооружения для очистки сточных ливневых вод. Их производительность — 25 м³/час.
В конце 2015 года на полигоне был превышен допустимый уровень отходов.
Комитет по природопользованию предлагал строительство мусоросжигательного завода (МСЗ) для уничтожения токсичной свалки. «Гринпис» считал строительство МСЗ вредным и опасным для жителей Санкт-Петербурга и области.
Павел Сухонин из комитета Госдумы по природным ресурсам предлагал использовать вместо МСЗ «деструкционные технологии (фотохимия, воздействие жёстким ультрафиолетовым излучением и озоном)… При этом не понадобится строить завод, достаточно постройки на полигоне блоков и контейнеров». Сухонин отмечал, что такая система с 2013 года в режиме автомат очищает ливневые стоки полигона ТБО при городе Советск Калининградской области.
Отмечались следующие недостатки мусоросжигательного завода:

- дорого, 8000 руб. при сжигании тонны мусора по ценам на 2015 г. При использовании фотохимии, жёсткого УФО и озона — 800 руб. за тонну;
- загрязнение воздуха; по заявлению разработчиков завода мусоросжигающий завод будет выбрасывать в воздух 46 видов загрязняющих веществ; большинство из них опасны даже в малых концентрациях и способны переноситься на большие расстояния;
- за 45 лет существования свалки неизвестно, какие химические реакции протекали и какие на самом деле вещества сейчас хранятся на полигоне. Сжигание неизвестных веществ является опасным экспериментом.

### 2016 год
В ночь на 11 марта 2016 года на полигоне произошёл прорыв заграждающей дамбы, устранённый в течение часа. По информации ряда экологов, загрязнённая вода попала в Неву. Петербургский водоканал заверил, что угрозы питьевому водоснабжению нет.
Обнародовавший информацию о прорыве дамбы директор полигона Виктор Колядов в связи с этим был освобождён от занимаемой должности с 14 марта 2016 года, причём уволен задним числом. Он утверждал, что ему поступила команда умолчать о происшествии. В ответ Комитет по природопользованию объявил сообщение об утечке не соответствующей действительности провокацией, упоминающуюся в сообщениях СМИ «так называемую дамбу» назвал заполненной исключительно талой водой, а директора полигона обвинил в попытке дестабилизировать обстановку. Экологические активисты утверждали, что уволенный директор «долгое время был единственным руководителем, которого беспокоила судьба объекта». При вступлении в должность В. Колядов провёл аудит и выявил нехватку 864 млн бюджетных средств только по объектам незавершенного строительства завода, заказчиком строительства был Комитет по природопользованию. После исследований Росприроднадзора, установивших токсичность воды в дренажной системе «Красного бора», по инициативе В. Колядова были построены две искусственные дамбы для защиты вод ручья Большой Ижоры и далее — Невы.
Весной 2016 года в финской газете «Helsingin Sanomat» был опубликован отчёт о том, что полигон находится в критическом состоянии, карты переполнены промышленными отходами.
В марте 2016 года сотрудники финской газеты «Helsingin Sanomat» взяли пробы воды в канале возле полигона. Были обнаружены: соединения полихлорированных дифенилов, кадмий, тяжёлые металлы, цианиды, мышьяк, а также пестициды гексахлорана, следы растворителей и гербицида МЦПА. Также утверждается, что свалка содержит радиоактивные отходы. Власти Санкт-Петербурга утверждают, что это ложь.
26 августа 2016 был произведён сброс неочищенных сточных вод с территории полигона в ручей Большой Ижорец, штраф составил 35 тысяч рублей.
По результатам проверки в ноябре 2015 «за систематическое неисполнение требований лицензии на осуществление деятельности по обезвреживанию и размещению отходов» СПб ГУПП «Полигон „Красный Бор“» был оштрафован в 2016 году на 200 тысяч рублей.
В ходе другой проверки Росприроднадзор выявил, что были вырыты и частично заполнены два котлована для понижения уровня отходов. При этом проект и инженерно-геологические изыскания не выполнялись.
Глава муниципалитета Колпино Вадим Иванов, арестованный в сентябре 2016 по обвинению в вооружённом разбое, совершённом 13 лет назад, утверждал, что настоящей причиной его задержания является его борьба за экологию и его желание закрыть полигон «Красный бор».
Из резервного фонда Правительства Санкт-Петербурга было выделено 139,5 млн руб. для укрытия карт-котлованов 64 и 68 противофильтрационным покрытием в связи с превышением предельно допустимого уровня карт. Был заключён контракт с АО «Раопроект» на срок сентябрь 2016 — сентябрь 2017 год.
Задолженность полигона на 2016 год составляла более 90 млн руб. На совместном заседании Комитета по природопользованию и депутатов парламентов Петербурга и Ленобласти депутаты предложили передать полигон в федеральную собственность.
При Комитете по природопользованию был создан Научно-технический совет при Правительстве Санкт-Петербурга (НТЭС), возглавляемый академиком РАН, профессором М. П. Фёдоровым. НТЭС разрабатывал проект рекультивации Полигона. Комитет по природопользованию направил в Минприроды РФ материалы для включения Полигона в государственный реестр объектов накопленного вреда окружающей среде.
В сентябре 2016 года у ГУПП «Полигон „Красный Бор“» появился новый логотип и официальный сайт с возможностью задать вопросы о деятельности полигона.

### 2017 год
На базе движения «За экологическую безопасность» был создан Общественный совет по полигону «Красный Бор», в состав которого вошли общественные активисты из расположенных поблизости населенных пунктов.
К осени 2017 года было закончено обустройство системы понтонов на картах № 64 и № 68, за счет чего уровень токсичных испарений с зеркала карт существенно понизился, прекратилось обводнение карт в результате выпадения атмосферных осадков.
15 сентября 2017 года в ДК города Никольское состоялись общественные слушания по проекту очистных сооружений на полигоне «Красный Бор» по проекту очистных сооружений для сильно загрязненных стоков, разработчика «РАОПроект».
4 декабря 2017 года полигон «Красный Бор» посетили председатель Комитета Государственной Думы по экологии и охране окружающей среды Владимир Бурматов, депутаты Госдумы и Законодательного собрания Петербурга, вице-губернатор города Олег Марков, представители Комитета по природопользованию, Комитета государственного экологического надзора Ленинградской области и Департамента Росприроднадзора по СЗФО. Депутаты предложили разработать целевую федеральную программу, согласно которой должны были финансироваться работы по рекультивации опасных полигонов в стране, а «Красный Бор» стал бы первым в рамках этого проекта. Бурматов предложил депутатам обратиться к председателю Правительства России Дмитрию Медведеву, чтобы тот поручил Министерству природных ресурсов разработать «дорожную карту» по рекультивации полигона «Красный Бор».

### 2018 год
В феврале 2018 года специалисты финской компании Fortum взяли пробы отходов на полигоне. Они должны были в течение 3-4 месяцев изучить взятые образцы по более ста показателям и рекомендовать технологию по утилизации отходов.
В апреле 2018 года полигон был преобразован из государственного унитарного природоохранного предприятия в государственное казённое учреждение.

### 2019 год
10 апреля 2019 года Президент РФ Владимир Путин одобрил предложение о передаче полигона «Красный Бор» в ведение Минприроды России для проведения работ по ликвидации вреда окружающей среде за счет средств федерального бюджета.

### 2020 год
– Мы когда-то отбирали пробы и смотрели, что за черная биомасса выпирает на поверхность из недр уже закрытых карт. Эта черная жижа выходила на поверхность по всему полигону и выдавливалась во внутренний канал. Причем, это была не нефтянка какая-то, а вязкая биомасса. Я финским коллегам показывал ее в лаборатории. Биомасса с бактериями, которые не подвержены никакому воздействию – ничем не растворяется и не сжигается. Мы не знаем, что с чем среагировало из органической химии. И неизвестно, как это все сейчас будет реагировать с кислородом.
В январе 2020 года Правительство Санкт-Петербурга завершило передачу полигона в федеральную собственность для снижения нагрузки на городской бюджет, связанной с содержанием объекта и дальнейшими работами по снижению его негативного воздействия на окружающую среду.
Согласно распоряжению Правительства РФ ликвидацией накопленного вреда окружающей среде на полигоне «Красный Бор» должно было заняться ФГУП «Предприятие по обращению с радиоактивными отходами „РосРАО“».
6 августа 2020 года полигон «Красный Бор» был переименован в Федеральное государственное казённое учреждение "Дирекция по организации работ по ликвидации накопленного вреда окружающей среде, а также по обеспечению безопасности гидротехнических сооружений полигона «Красный Бор».

### 2021 год
По заявлению вице-премьера В. В. Абрамченко «работы по ликвидации накопленного вреда окружающей среде» на полигоне будут завершены в 2024 году. Работы будет выполнять «Федеральный экологический оператор», входящий в состав Росатома.

### 2022 год
По заявлению Алексея Лихачёва, генерального директора Росатома, совместно с Академией наук и Росприроднадзором ведётся активная подготовка к окончательному закрытию полигона. Перед сдачей очередных документов на экспертизу для разрешения на рекультивацию практически на всех объектах создаётся опытно-промышленная установка, показывающая весь технологический процесс дезактивации соответствующих отходов. Ряд экспертиз и разрешений получены, ведётся работа. Лихачёв выразил надежду, что в 2025 году полигон будет закрыт окончательно.